# Philosophie Magazine
Philosophie Magazine est une revue mensuelle de philosophie, publiée en France par la société Philo Éditions.

## Historique
L'idée de vulgariser la philosophie à travers un magazine vient en 2003 Fabrice Gerschel, diplômé d'HEC et passionné par cette discipline. Gerschel s'inscrit alors dans un « effet de mode » annoncé comme éphémère, et qui voit la création de plusieurs productions philosophiques (fondation du Café des Phares en 1992, parution en français en 1995 du best-seller philosophique Le Monde de Sophie, création de la collection Les goûters philo en 2001) qui proposent une adaptation du discours philosophique aux différents supports qu’ils investissent.
Après dix ans passés dans la banque d'affaires, Gerschel investit dans Philo Editions, qui édite cette revue indépendante en avril 2006, bimestriellement au cours de sa première année d'opération. La revue — qui revendique son indépendance d'un courant de pensée particulier — s'est donné pour mission de « rendre la philosophie accessible à un public curieux et cultivé mais non initié » et d'« offrir un regard philosophique sur le monde contemporain dans ses multiples dimensions (politique, société, sciences, arts…). »,. Les quatre premiers numéros dépassent 50 000 exemplaires, les ventes se situant à 49 000 numéros en moyenne, dont 7 000 abonnés
En février 2007, le magazine devient mensuel, publiant un numéro d'une centaine de pages rédigées par une cinquantaine d'intervenants tous les mois. Une douzaine de personnes travaillent alors dans la revue.
Rentable depuis le second semestre 2009, la revue diversifie ses activités en 2010 en proposant des formations en entreprise.
Disponible par abonnement ou en kiosque, la revue, devant l'ampleur de la tâche éditoriale et le nombre d'intervenants, comprend que sa survie passe par la nécessité de s'exporter et devient disponible dans 12 000 points de vente en Europe, en Allemagne et au Canada.
En avril 2010, le magazine obtient le prix Syndicat de la presse magazine et d'information du « Magazine de l'année » ainsi que celui de meilleur magazine dans la catégorie « Culture et découvertes ».
En avril 2023, Philosophie Magazine et Sciences humaines annoncent leur fusion, le nouvel ensemble sera détenu majoritairement par Fabrice Gerschel. Concernant sa présence en ligne, Philosophie Magazine revendique 15 000 abonnés numériques, l'équipe dédiée au web ayant été renforcée en 2020.

## Tirage et diffusion
| Années                 | 2010   | 2011   | 2012   | 2013   | 2014   |
| ---------------------- | ------ | ------ | ------ | ------ | ------ |
| Tirage                 | 87 231 | 91 837 | 89 676 | 93 969 | 90 723 |
| Diffusion France payée | 45 790 | 45 831 | 45 118 | 47 922 | 47 105 |
| Diffusion totale       | 53 040 | 53 188 | 53 489 | 58 823 | 56 556 |